# Filipești (gmina Bogdănești)
Filipești – wieś w Rumunii, w okręgu Bacău, w gminie Bogdănești. W 2011 roku liczyła 601 mieszkańców.